# Fort Rodd Hill
Pour les articles homonymes, voir Rodd.
Fort Rodd Hill est un lieu historique national du Canada situé en Colombie-Britannique. Il s'agit d'un fort côtier d'artillerie dans le havre d'Esquimalt (en). Le site est adjacent au lieu historique national du Phare-de-Fisgard, le premier phare de la côte ouest du Canada. Les deux sites sont ouverts au public et opérés par Parcs Canada.